# Meredydd Evans
Meredydd Evans (9. prosince 1919 – 21. února 2015) byl velšský zpěvák, aktivista a historik. Narodil se ve vesnici Llanegryn na severozápadě Walesu. Věnoval se také sbírání lidových písní zpívaných ve velšském jazyce. Sám byl rovněž členem jazykové společnosti Cymdeithas yr Iaith Gymraeg. Celý život byl zastáncem nenásilných protestů k prosazování zájmu velšsky mluvících lidí. Několikrát byl kvůli aktivismu zatčen. V roce 1999 byl obžalován za nezaplacení televizního poplatku. Poukazoval tak na pokles velšskojazyčných programů. Zemřel v roce 2015 ve věku 95 let.